# Гончарук Дмитро Дмитрович
Дмитро́ Дми́трович Гончару́к (нар., 9 січня 1977, м. Луцьк, Волинська область, Українська РСР — пом. 20 березня 2015, м. Сєвєродонецьк, Луганська область, Україна) — український військовослужбовець, старшина Збройних сил України.

## Життєпис
Народився 1977 року в Луцьку. Закінчив Луцьку середню школу № 20. Працював на Луцькому державному підшипниковому заводі (нині — АТ «СКФ Україна») на посаді терміста; останнім часом — ковалем на приватному підприємстві. З 2006 мешкав у селі Зміїнець Луцького району.
У зв'язку з російською збройною агресією проти України призваний за частковою мобілізацією 28 серпня 2014-го. 
Старшина, командир відділення — заступник командира зенітного артилерійського взводу 4-го механізованого батальйону 24-ї окремої Залізної механізованої бригади, в/ч А0998, м. Яворів.
Ніс службу в зоні проведення антитерористичної операції, зокрема в районі населених пунктів «Бахмутської траси» на Луганщині.
20 березня 2015-го близько 17:00, під час перевірки території та обходу рубежів оборони взводного опорного пункту (ВОП, 29-й блокпост), — поблизу смт Новотошківське, військовослужбовці 24-ї бригади підірвались на вибуховому пристрої з «розтяжкою» в районі шахти «Пролетарської». В результаті вибуху загинув молодший сержант Юрій Білик,  старшина Дмитро Гончарук від отриманих поранень помер у лікарні Сєвєродонецька.
Похований 25 березня на кладовищі міста Луцька у селі Гаразджа, на Алеї почесних поховань. Залишилась мати, сестра та донька Ірина 2001 р.н.
На пам'ятнику на могилі бійця вказано: Калюжний (Гончарук) Дмитро Дмитрович.

## Нагороди та звання
- За особисту мужність і високий професіоналізм, виявлені у захисті державного суверенітету та територіальної цілісності України, вірність військовій присязі, нагороджений орденом «За мужність» III ступеня (04.06.2015, посмертно)[4].
- Почесний громадянин Луцького району[5].